# Fab lab

Logo Fab Lab

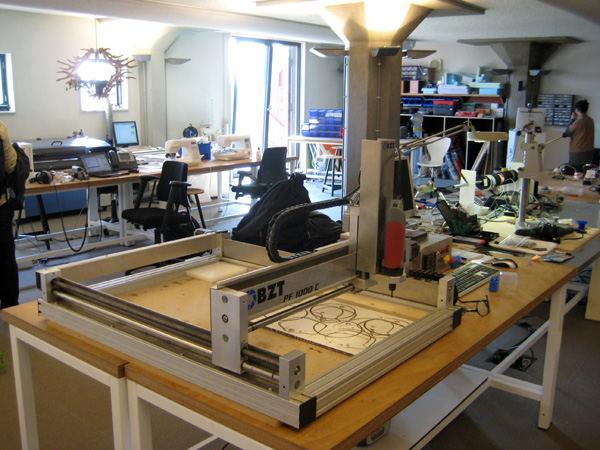
Amsterdam Fab Lab tại Hội Waag

Fab lab (phòng thí nghiệm chế tạo) là một xưởng chế tạo quy mô nhỏ (cá nhân) phục vụ cho chế tạo kỹ thuật số.
Fab lab thường được trang bị một loạt các công cụ điều khiển bằng máy tính linh hoạt bao gồm nhiều quy mô chiều dài khác nhau và nhiều vật liệu khác nhau, với mục đích làm ra"hầu hết mọi thứ". Điều này bao gồm các sản phẩm hỗ trợ công nghệ thường được coi là giới hạn trong sản xuất hàng loạt.
Mặc dù các fab lab vẫn chưa cạnh tranh với sản xuất hàng loạt và các nền kinh tế có quy mô trong sản xuất các sản phẩm phân phối rộng rãi, họ đã thể hiện tiềm năng trao quyền cho cá nhân tạo ra các thiết bị thông minh cho chính họ. Các thiết bị này có thể được điều chỉnh theo nhu cầu địa phương hoặc cá nhân theo những cách không thực tế hoặc tiết kiệm khi sử dụng sản xuất hàng loạt.
Phong trào fab lab được liên kết chặt chẽ với DIY, phần cứng nguồn mở và phong tràonguồn mở và tự do, và triết lý chia sẻ cũng như công nghệ đi cùng chúng.

## Lịch sử
Chương trình fab lab được bắt đầu để khám phá rộng rãi cách nội dung thông tin liên quan đến đại diện vật lý của nó và cách một cộng đồng được phục vụ dưới mức có thể được hỗ trợ bởi công nghệ ở cấp cơ sở. Chương trình bắt đầu như một sự hợp tác giữa Nhóm phát triển cơ sở và Trung tâm bit và nguyên tử tại Phòng thí nghiệm truyền thông ở Viện Công nghệ Massachusetts với sự tài trợ của Quỹ khoa học quốc gia (Washington, D.C.) vào năm 2001.
Vigyan Ashram ở Ấn Độ là fab lab đầu tiên được thành lập bên ngoài MIT. Nó được thành lập vào năm 2002 và nhận được thiết bị vốn của NSF-USA và IITK
Trong khi nhóm phát triển cơ sở không còn trong Media Lab, Trung tâm Bits và Atoms vẫn đang tích cực tham gia nghiên cứu trong các lĩnh vực liên quan đến mô tả và chế tạo nhưng không hoạt động hoặc duy trì bất kỳ phòng thí nghiệm nào trên toàn thế giới (với exabobile fab) phòng thí nghiệm). Khái niệm fab lab cũng phát triển từ một lớp học nổi tiếng tại MIT (MAS.863) mang tên"Làm thế nào để làm (hầu hết) bất cứ điều gì". Lớp học vẫn được cung cấp trong học kỳ mùa thu.

## Thiết bị và dự án phổ biến
Thiết bị sản xuất linh hoạt trong fab lab có thể bao gồm:
- Chủ yếu, máy tạo mẫu nhanh: thường là một máy in 3D của các bộ phận bằng nhựa hoặc thạch cao
- Máy CNC 3 trục: 3 trục trở lên,máy phay hoặc máy tiện trừ được điều khiển bằng máy tính
- Máy phay hoặc khắc mạch in: hai chiều, phay độ chính xác cao để tạo ra các dấu vết mạch trong bảng đồng pre-clad[6]
- Bộ vi xử lý và thiết bị điện tử kỹ thuật số, trạm lắp ráp và thử nghiệm
- Máy cắt, cho vật liệu tấm: máy cắt laser, máy cắt plasma, máy cắt tia nước, dao cắt.

## FabFi
Một trong những dự án lớn hơn được thực hiện bởi các fab lab bao gồm các mạng không dây cộng đồng FabFi miễn phí (ở Afghanistan, Kenya và Mỹ). Mạng lưới FabFi quy mô thành phố đầu tiên, được thành lập ở Afghanistan, vẫn tồn tại và hoạt động trong ba năm dưới sự giám sát của cộng đồng và không có bảo trì đặc biệt. Mạng lưới ở Kenya, (có trụ sở tại Đại học Nairobi (UoN)) xây dựng dựa trên kinh nghiệm đó, bắt đầu thử nghiệm với việc kiểm soát chất lượng dịch vụ và cung cấp các dịch vụ bổ sung với một khoản phí để làm cho mạng trung hòa chi phí.

## Học viện Fab
Học viện Fab sử dụng mạng lưới Fab Lab để dạy kỹ năng chế tạo kỹ thuật số. Học sinh họp tại Fab Lab"Supernodes"cho khóa học 19 tuần để kiếm bằng tốt nghiệp và xây dựng một danh mục đầu tư. Trong một số trường hợp, bằng tốt nghiệp được công nhận hoặc cung cấp tín chỉ học tập. Chương trình giảng dạy dựa trên khóa học tạo mẫu nhanh của MIT MAS 836: Cách tạo ra (hầu hết) mọi thứ. Khóa học được ước tính là 5000 USD, nhưng thay đổi theo vị trí và cơ hội học bổng có sẵn. Tất cả tài liệu khóa học được lưu trữ công khai trực tuyến tại đây.

## Fab City
Fab City đã được thiết lập để khám phá những cách sáng tạo để tạo ra thành phố tương lai. Nó tập trung vào việc chuyển đổi và định hình cách thức nguồn nguyên liệu có nguồn gốc và được sử dụng. Sự chuyển đổi này sẽ dẫn đến sự dịch chuyển từ thành phố xuất khẩu sản phẩm sang thành phố xuất nhập dữ liệu. Điều này tất cả sẽ dẫn đến việc biến đổi thành phố thành các thực thể tự cung tự cấp vào năm 2054; phù hợp với cam kết mà Barcelona đã thực hiện.> Thành phố Fab liên kết với phong trào phòng thí nghiệm fab, bởi vì họ sử dụng cùng một nguồn vốn con người. Các thành phố Fab sử dụng tinh thần sáng tạo của người dùng các phòng thí nghiệm fab.

## Danh sách phòng thí nghiệm
MIT duy trì một danh sách của tất cả các Fab Labs chính thức, trên toàn thế giới, cho đến năm 2014. Ngày nay danh sách của tất cả các Fab Labs chính thức được duy trì bởi cộng đồng thông qua trang web fablabs.io. Tính đến tháng 12 năm 2017, có tổng cộng 1205 Fab Labs trên thế giới. Hiện tại có Fab Labs trên mọi châu lục ngoại trừ Nam Cực.

## Sự chỉ trích
Vào ngày 21 tháng 11 năm 2017, một fablab có trụ sở tại Grenoble đã bị phá hoại và đốt cháy bởi những kẻ vô chính phủ. Bài viết tuyên bố rằng nó được mô tả là"một tổ chức gây tai tiếng bởi sự phổ biến của văn hóa kỹ thuật số", nói rằng"các nhà quản lý thành phố thỏa mãn những kẻ khởi nghiệp thiếu tiền và những người đam mê công nghệ bằng cách mở Fablabs trong các khu phố thời thượng. đẩy nhanh việc chấp nhận và sử dụng xã hội các công nghệ thời kì bất hạnh của chúng ta".